# Sankarani
El riu Sankarani és un afluent del riu Níger. Neix a les terres altes de Guinea de Fouta-Djallon, a Guinea, i seguint direcció nord creua cap al sud de Mali, on s'uneix al riu Níger a uns 40 quilòmetres aigües amunt de Bamako, la capital de Mali. Forma part de les fronteres de la Costa d'Ivori i Guinea i de Guinea i Mali.
La conca hidrogràfica del riu Sankarani, tradicionalment molt adequada per als cultius i rica en ferro i or, cobreix uns 35.500 quilòmetres quadrats, dos terços dels quals es troben a Guinea, on s’uneixen tres afluents: el Kourai, el Yeremou i el Dion.
En el seu curs hi ha l'embassament de Sélingué, una obra iniciada el 1980 amb l'objectiu de subministrar electricitat a Bamako, que fou inaugurada el 13 de desembre de 1982.